# Boornzwaag
Boornzwaag (en frison : Boarnsweach) est un village de la commune néerlandaise de De Fryske Marren, dans la province de Frise.

## Géographie
Le village est situé dans le sud de la Frise, entre Sneek et Joure.

## Histoire
Boornzwaag est un village de la commune de Doniawerstal avant 1984, puis de Skarsterlân avant le 1er janvier 2014, où elle est supprimée et fusionnée avec Gaasterlân-Sleat et Lemsterland pour former la nouvelle commune de De Friese Meren, devenue De Fryske Marren en 2015.

## Démographie
Le 1er janvier 2018, le village comptait 105 habitants.

## Références

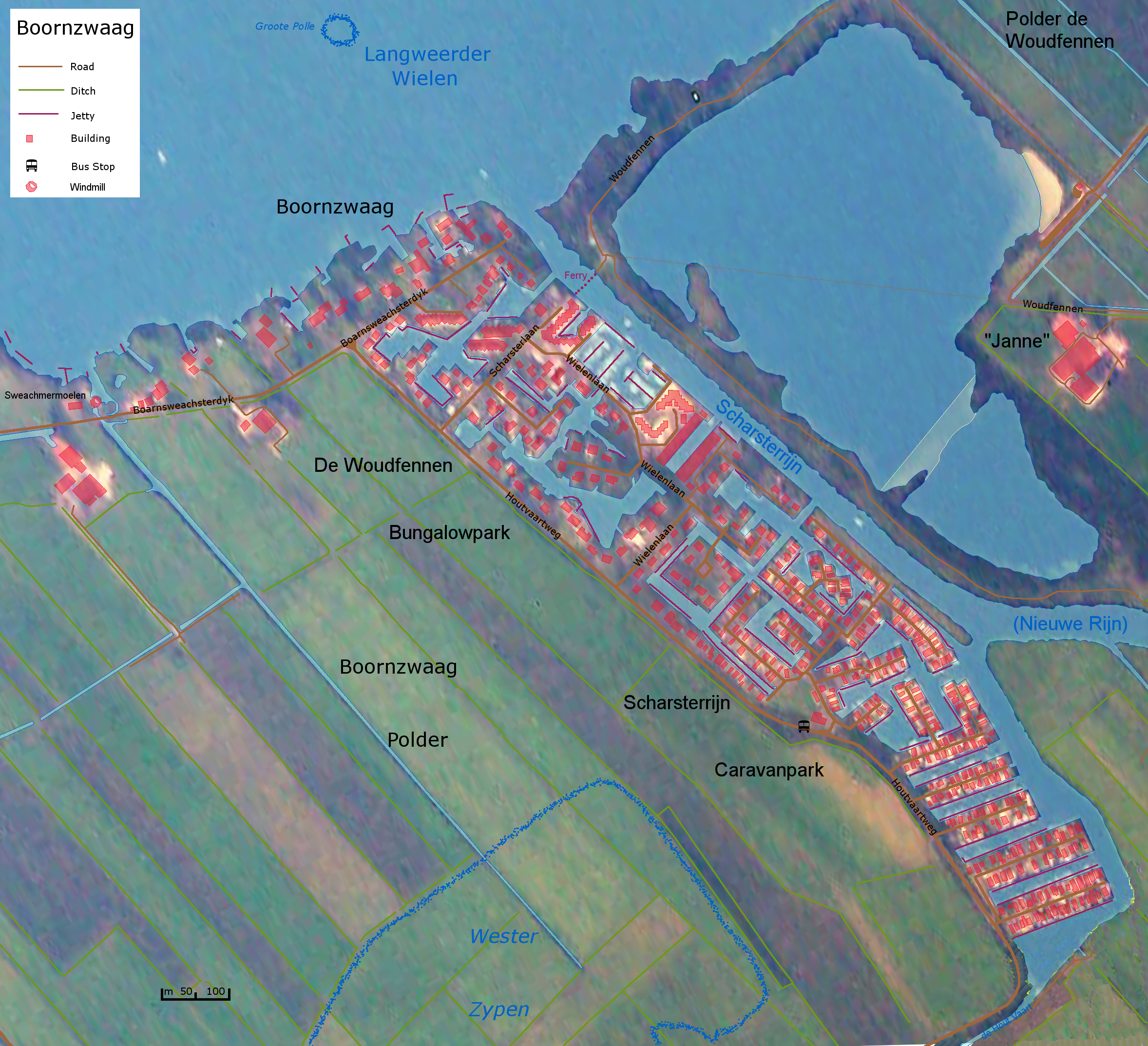
carte de Boornzwaag